# Thaumatoxena darlingtonae
Thaumatoxena darlingtonae är en tvåvingeart som beskrevs av Ronald Henry Lambert Disney och Darlington 2000. Thaumatoxena darlingtonae ingår i släktet Thaumatoxena och familjen puckelflugor.
Artens utbredningsområde är Malawi. Inga underarter finns listade i Catalogue of Life.